# (4398) Chiara
(4398) Chiara ist ein Hauptgürtelasteroid, der am 23. April 1984 von Walter Ferreri am La-Silla-Observatorium entdeckt wurde.
Der Asteroid wurde nach Chiara Maria Faletti, der Ehefrau des Entdeckers, benannt.